# Guntrude
Guntrude o Guntrut (fl. VIII secolo) fu regina dei Longobardi e regina d'Italia nell'VIII secolo, quale moglie di Liutprando (712-744).

## Biografia
Guntrude era figlia di Teodeberto, il duca di Baviera che aveva sostenuto Liutprando e suo padre Ansprando nelle lotte per la successione al trono longobardo nei primi anni dell'VIII secolo, e di Regintrude. Apparteneva quindi a quel casato agilolfingio strettamente connesso alla dinastia bavarese che aveva dominato la scena politica longobarda da Teodolinda a tutto il VII secolo. Il matrimonio tra Guntrude e Liutprando non generò figli maschi, ma solo una femmina. Il matrimonio avvenne intorno al 716, ma né la regina né la figlia sono mai citati negli atti promulgati da Liutprando, a differenza di quanto comunemente avveniva per le altre sovrane: per questo si ipotizza una morte prematura di entrambe.
Fratello di Guntrude era Ugoberto, che Liutprando sostenne nel 717 nei contrasti interni al Ducato di Baviera; il sovrano longobardo si legò strettamente anche a un altro parente di Guntrude, il maggiordomo di palazzo del Regno franco Carlo Martello, che aveva sposato Swanahild, nipote della regina.